# Brian Mulroney
Martin Brian Mulroney (20. března 1939 – 29. února 2024) byl kanadský politik, představitel Progresivně-konzervativní strany Kanady, jejímž předsedou byl v letech 1983–1993. Byl premiérem Kanady v letech 1984–1993. K jeho nejdůležitějším počinům patří uzavření dohody s USA o zóně volného obchodu z roku 1988.